# Lungern
Lungern este o comună în partea centrală a Elveției, în Cantonul Obwald.